# Sōtō (zen)
Sōtō (Ch. Caodong) is een van de drie stromingen binnen het zen in het Japans boeddhisme. De andere twee zijn Rinzai en Obaku.

## Geschiedenis
Sōtō ontstond als Caodong in het chan-boeddhisme in China, tijdens de Tang-dynastie. Dogen Zenji bracht de stroming in de 13e eeuw naar Japan. Hij staat vandaag de dag in Japan bekend als de co-patriarch van het Sōtō, samen met Keizan Jōkin. Historisch kreeg Sōtō vaak de denigrerende naam "boeren-zen" mee vanwege de massale aanhang ervan. Dit in tegenstelling tot het Rinzai, wat vooral populair was onder samoerai en daarom bekendstond als "Samoerai-zen".

## Kenmerken
Sōtō legt de nadruk het beoefenen van shikantaza, een vorm van zazen waarbij de beoefenaar de aandacht losjes gericht houdt op de ademhaling, zonder zich te forceren.

## Tempels
De twee voornaamste tempels of honzan (本山) van Sōtō zijn Eiheiji en Soji-ji. Eiheiji dankt zijn bestaan aan Dogen, maar heeft minder subtempels tot zijn beschikking dan Sōji-ji. Tijdens de Edoperiode had Eihiji ongeveer 1300 subtempels onder zijn bevel, tegen 16.200 van Sōji-ji's. Van de 14.000 Sototempels die vandaag de dag nog bestaan, identificeren 13.850 zich met Sōji-ji.

## Verder lezen
- Dumoulin, Heinrich (2005), Zen Buddhism: A History. Volume 2: Japan. World Wisdom Books. ISBN 9780941532907